# ニクまろ
ニクまろ（にくまろ、1979年7月17日 - ）は、埼玉県出身の俳優である。JFCT所属。

特技はダンス、正伝空手2段、卓球。

## 来歴
埼玉県戸田市出身。身長170cm。
自身の性格について「根暗なポジティブシンキング」と話している。家にいる時間が好きで、趣味は観葉植物と、手芸。
実家が空手道場で、父親が師範。産まれてきて気付いたら道着を着ていたと言う。
手先が器用なようで、学生の時の得意科目は、もっぱら図画工作、美術、家庭科。展覧会にはよく作品を出展されていたほど。
中学校では、当時流行っていた漫画スラムダンクに憧れてバスケ部に入部したかったが、父に「チームプレイは向いていない」と言われ、姉も所属していた卓球部に入部。合唱コンクールでは、指揮者を担当し、指揮者賞を受賞した経歴がある。
学力はあまりなかったが、就いてみたい職業が色々あり、役者なら色々な仕事が出来ると思い、役者の道を目指し、東京アナウンス学院に入学。同期にタイムマシーン3号の関太がいる。卒業後、憧れていた西田敏行が当時在籍していた、劇団青年座の研究所に入所。本格的に舞台の経験を積んでいく。
2003年、ニューヨークへ短期留学。語学とダンスレッスンを受けながら、ブロードウェイミュージカルにはまる。
帰国後はフリーで舞台を中心に活動を再開。ニューヨークでのダンス経験を生かし、舞台、テーマパークのショーの振り付けを担当する。
2008年、激弾BKYU「グレイッシュとモモ」に出演し亀役で強烈なインパクトを残した。以来、激弾BKYUの公演に度々出演。ファミリーと言う位置付けで、公演に参加している。
2015年、激弾BKYUの弾長、酒井晴人氏に「ニクまろ」と命名された。あまり深い意味は聞いていないらしい。
2016年、JFCTに所属。映像を中心に活動中。

## 出演

### 映画
- 東映 presents HKT48×48人の映画監督たち サバイバル・ウーマン　熊澤尚人監督
- 検察側の罪人　原田眞人監督
- 短編 デッドバケーション　八幡貴美監督
- ダンスウィズミー　矢口史靖監督 - 消費者金融の男役
- 宮本から君へ　真利子哲也監督
- Fukushima 50　若松節朗監督 - アフレコ
- 窮鼠はチーズの夢を見る　行定勲監督
- 銃 2020　武正晴監督
- 無頼　井筒和幸監督 - 三谷役
- 約束のネバーランド　平川雄一朗監督
- サマーフィルムにのって　松本壮史監督

### テレビドラマ
- 松本清張SP 時間の習俗（2014年、フジテレビ）光野道夫演出
- 視覚探偵 日暮旅人 第6話（2017年、日本テレビ）稲留武演出
- スリル!〜黒の章〜 第2話（2017年、NHKBS）原正和演出 - 小野田役
- 伊藤くん A to E 第3・4話（2017年、MBS・TBS）毛利安孝演出
- バイバイ、ブラックバード 第1話（2018年、WOWOW）森義隆監督
- ラブリラン（2018年、読売テレビ・日本テレビ）汐口武史演出 - 杏子のマネージャー役
- 直撃！シンソウ坂上　日航123便からのメッセージ〜33年目の真相〜（2018年、フジテレビ）松木創演出
- アンナチュラル 第2話（2018年、TBS）塚原あゆ子演出 - 小関浩二役
- 真犯人（2018年、WOWOW）村上正典監督
- 人生が楽しくなる幸せの法則（2019年、読売テレビ）植田泰史演出
- 家売るオンナの逆襲 第3話（2019年、日本テレビ）久保田充演出
- 開局60周年記念ドラマスペシャル 疑惑（2019年、テレビ朝日）松田秀知演出
- 大河ドラマ（NHK）
  - いだてん〜東京オリムピック噺〜第43・44回（2019）津田温子・大根仁演出
- ゆるキャン△ 第5話（2020、テレビ東京）吉野主演出
- 連続テレビ小説（NHK）
  - エール 第3話（2020年）吉田照幸演出 - 米屋役
- 七人の秘書 第2話（2020年、テレビ朝日）田村直己演出
- カラフラブル〜ジェンダーレス男子に愛されています。〜 第1・2話（2021年、読売テレビ）熊坂出演出
- ドクターホワイト（2022年1月17日 - 、関西テレビ・フジテレビ系）城宝秀則演出 - 検査技師 役
- だから殺せなかった 第3話 - 最終話（2022年1月24日 - 2月6日、WOWOW） - 沢田則夫 役
- 特捜9 season6 第7話（2023年5月17日、テレビ朝日） - 佐伯満 役
- 湯遊ワンダーランド 第9話（2023年9月10日、テレビ大阪） - 内山田 役
- ドラマW ゴールデンカムイ -北海道刺青囚人争奪編- 第4話（2024年10月27日、WOWOW） - 男性客 役
- モンスター 第4話（2024年11月4日、関西テレビ・フジテレビ系） - 井上俊介 役[2]
- 低体温男子になつかれました。（2025年5月8日 - 6月26日、TOKYO MX1） - 津田圭一 役[3]

### 配信
- ハピゴラ！（2018年、GYAO!）熊坂出監督
- スーパーフラットライフ（2021年、LINE LIVE-VIEWING）[4]
- すべて忘れてしまうから（2022年、Disney+） - 常連客 役[5][注 1]

### CM
- an（2008年）- ナレーション
- AXN海外ドラマチャンネル 年末年始一挙スペシャル（2008）
- グリコ『smile.Glico 笑顔トリビア』篇（2016-）
- MZ『ファイナルファンタジー15』（2017）
- 四国電力『よんでんe組 オール電化「友人とエコキュート」篇』（2018）
- ソニー損保『SURE「探せばある」篇』（2018）
- セブンイレブン『いつもの食事と一緒に ありがとうおでん』（2019）
- 大正製薬『プリンケア』（2020）
- Wantedly『Wantedly Pulse 本音の扉〜調子はどう？』篇（2021）

### 舞台
- 劇団BKYU公演
  - 「グレイッシュとモモ」（2008年、作・演出：サカイハルト）
  - 「グレイッシュとモモ2014」（2014年6月、作・演出：サカイハルト、川崎市男女共同参画センター）
  - 「そろそろ月に帰ろうか」（2015年3月、作・演出：サカイハルト、中野ザ・ポケット）
  - 「おいらく狂騒曲」（2015年11月、作・演出：サカイハルト、阿佐ヶ谷アルシェ）
  - 「手のひらに太陽を！」（2016年6月、作・演出：サカイハルト、下北沢駅前劇場）
  - 「カンプラチンキ！〜痛いところにつけるクスリ〜」（2017年6月、作・演出：サカイハルト、下北沢駅前劇場）
  - 「Episode of 西遊記〜旅び立ちかねつ鳥にしあらねば〜」（2018年6月、作・演出：サカイハルト、下北沢駅前劇場）
  - 「ものがたるほしのものがたり」（2019年6月、作・演出：サカイハルト、下北沢駅前劇場）

- 海千山千プロデュース公演
  - 「マイラストセレモニー〜僕が死んだらこんな葬式」（2005年11月、作・演出：鯨エマ、麻布ディプラッツェ）
  - 「マイラストセレモニー」（2007年6月、作・演出：鯨エマ、下北沢駅前劇場）
  - 「眠れぬ夜2008」（2008年7月、作・演出：鯨エマ、イワト劇場）
  - 音楽劇「闇に咲く夢」（2013年11月、作・演出：鯨エマ、OFF・OFFシアター）
  - 音楽劇「聖なるかな〜神と男の税金の物語」（2014年11月、作・演出：鯨エマ、OFF・OFFシアター）

- 劇団ユニットLOVE SESSION「インだけど＠オンな生活」（2005年、作・演出：遠藤吉博）
- 芝居亭チャン平「夏の夜の獏」（2006年1月、作：古城十忍・演出：小津加多雄、TACCS1179）
- 「MEN＆MAN男たちのバラード」（2006年12月、作・演出：脇太平、シアターサンモール）
- 熱帯倶楽部「デンキ島」（2007年2月、作・演出：松村恵二、新宿シアターモリエール）
- 芝居亭「女と男と･･･」（2007年4月、作：早野寿郎・演出：尾田量生、TACCS1179）
- 劇団ギルド・芝居亭「恐竜はやがて鳥になった」（2007年12月、作・演出：高谷信之、赤坂レッドシアター）
- 「グスコーブドリの伝記」（2008年3月、作・演出：澤田晃）
- 「MEN＆MAN男たちのSADAME」（2009年2月、作：三島ゆたか・演出：北村勢吉、シアターサンモール）
- Covent Garden Club
  - 「雪下生花店」（2009年4月、作・演出：北村勢吉、レンタルスペースさくら）
  - 「君と旅した」（2012年4月、作・演出：北村勢吉、レンタルスペースさくら）
- ファンタスティックリバー「ぼっこ」（2010年、作・演出：遠藤吉博）
- マッチョドラゴンPresents「お〜い！竜馬（青春篇ザ・ラスト）」（2010年10月、演出：西村太佑、シアターサンモール）
- ウエストパワープロデュース公演
  - ハートフル・コメディサーカス「AKA-TONBO!〜僕はモテモテ!?〜」（2011年10月、演出：小野真一、シアターブラッツ）
  - 「AKA-TONBO!2」（2012年、演出：小野真一）

### Vシネマ
- 日本極道戦争3　柿原利幸監督

### ラジオ
- NHK FMシアター「ゼンダ城の虜」（2008）
- NHK FMシアター「嵐のマドリード」（2010）

### ショー
- 東京ワンピースショー（2016）- 振付・出演